# Músculo transverso profundo do períneo
O músculo transverso profundo do períneo é um músculo do períneo.
1. ↑  Moore Anatomia Orientada para Clínica- 6ª edição